# Carl von Cosel

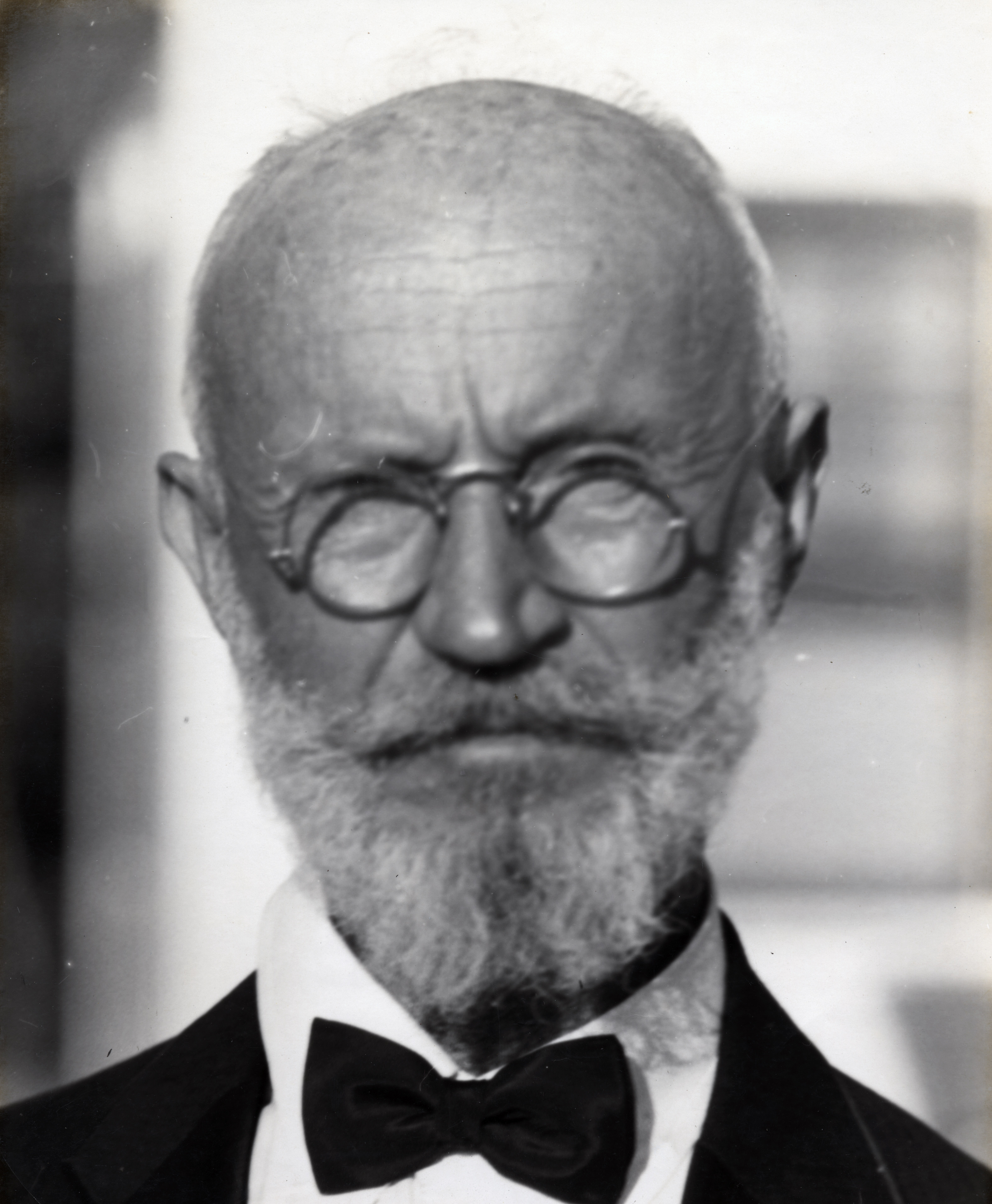
Carl von Cosel (1940)

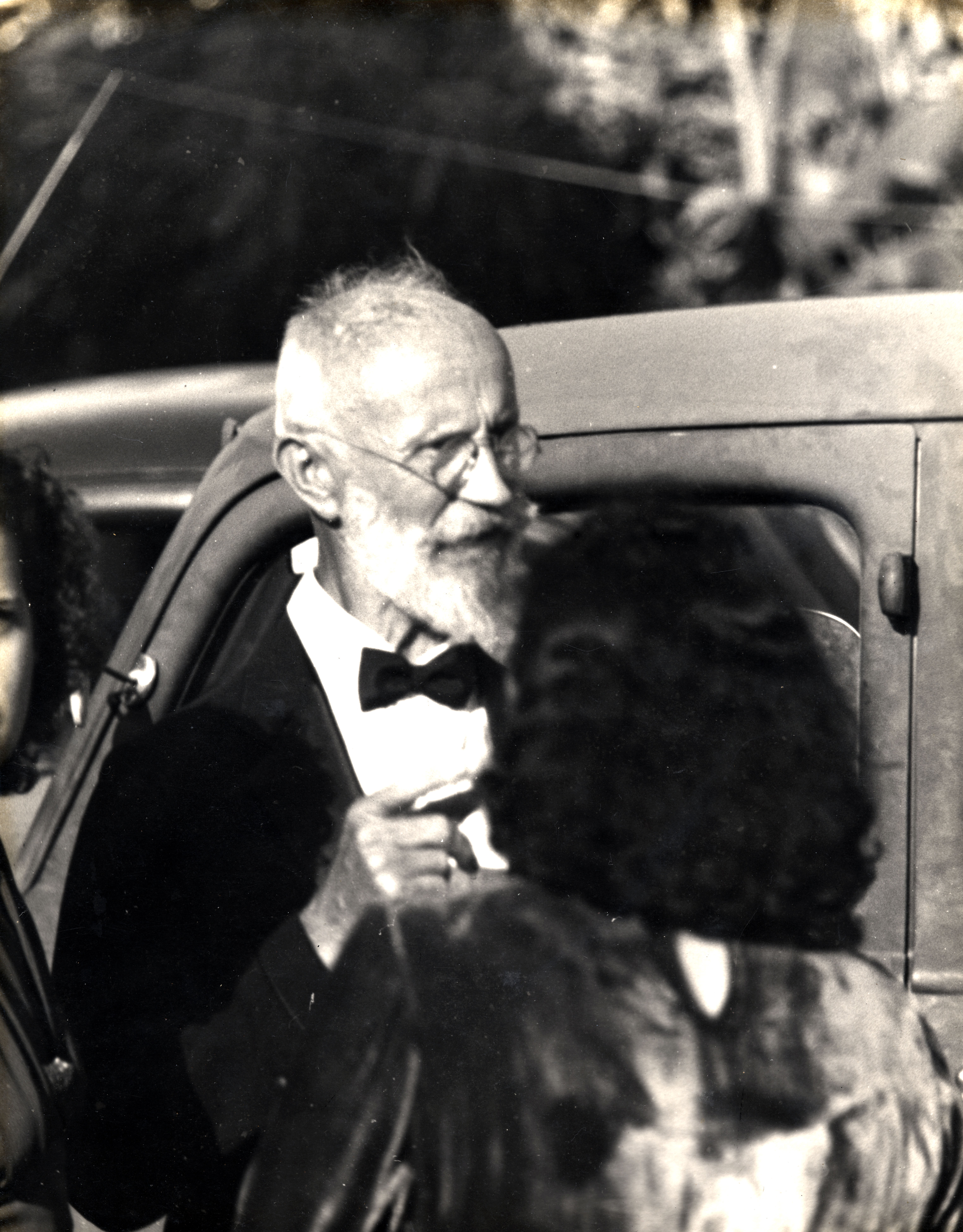
Carl von Cosel (1940)

Carl von Cosel, eigentlich Georg Carl Tänzler (* 12. Januar 1877 in Dresden; † 23. Juli 1952 in Tampa), war ein deutsch-amerikanischer Radiologe. Er wurde bekannt als Nekrophiler.
Tänzler, der 1926 über Kuba in die USA ausgewandert war, ließ sich 1927 in Key West, Florida nieder und nannte sich Dr. Carl Graf von Cosel. Ob er den von ihm angegebenen Doktorgrad in Deutschland tatsächlich erworben hat und jemals ein Medizinstudium absolvierte, bleibt zweifelhaft. Cosel fand eine Anstellung im örtlichen Marinehospital und war dort in der Radiologie und Bakteriologie tätig.

## Nekrophilie-Fall
Im April 1930 lernte er die 21-jährige Tuberkulosepatientin Maria Elena Milagro „Helen“ de Hoyos kennen und verliebte sich in die Kubanerin. Sie starb jedoch am 25. Oktober 1931. Cosel konservierte den Leichnam seiner Geliebten mit Formaldehyd und ließ ihr ein pompöses Mausoleum errichten, in dem er die Nächte verbrachte.
1933 nahm Cosel die Mumie nach Hause, wo er fortan mit der Leiche lebte und am Erhalt des Körpers arbeitete.
Durch Gerüchte war im Jahre 1940 die Schwester der Toten aufmerksam geworden und ging der Sache nach. Sie fand die sterblichen Überreste nicht im Sarg, sondern im Hause von Cosel vor und erstattete Anzeige. Cosel wurde wegen Leichenschändung verhaftet und Elenas Leib durch eine Ärztekommission untersucht.
Anschließend wurde der Leichnam von de Hoyos zunächst für drei Tage öffentlich ausgestellt und, nachdem 6000 Besucher die Mumie Elena Milagro Hoyos besichtigt haben, an einem unbekannten Ort anonym von der Familie beerdigt.
Gegen eine Kaution von 1000 Dollar kam Cosel auf freien Fuß und wurde im anschließenden Prozess freigesprochen, da die ihm vorgeworfene Grabschändung nach zwei Jahren verjährt gewesen war. Eine Untersuchung seines Gesundheitszustandes erbrachte keine Nachweise für eine Erkrankung, so dass er ohne Auflagen in Freiheit leben konnte.
Der finanziell angeschlagene Cosel verließ Key West und zog zu seiner Schwester nach Zephyrhills, wo er seine Lebensgeschichte unter dem Titel The Secret of Elena’s Tomb niederschrieb und Besuchern eine nach der Totenmaske aus Wachs gefertigte Nachbildung von Elena vorzeigte. 
Cosel starb im Juli 1952, angeblich mit seiner Reliquie in den Händen. 
Der 1940 angefertigte Autopsiebericht blieb zunächst unter Verschluss. 1972 wurde er zugänglich und bekannt, dass Carl von Cosel an der Mumie seiner Geliebten eine Vorrichtung zum Geschlechtsverkehr mit der Toten angebracht und diesen auch durchgeführt hatte.

## Künstlerische Verarbeitung
Der Schweizer Komponist Nadir Vassena hat das Geschehen zum Gegenstand seiner Oper Carnation gemacht, musikalisch verarbeitet wurde der Fall durch die amerikanische Rockband …And You Will Know Us by the Trail of Dead auf ihrer 2003 erschienenen EP, der sie den Titel von Cosels Lebensgeschichte The Secret of Elena’s Tomb gab, durch die Folk-Metal-Band Subway to Sally in deren Lied Schwarze Seide sowie durch die US-amerikanische Melodic-Death-Metal-Band The Black Dahlia Murder in ihrem Lied Deathmask Divine auf ihrem 2007 erschienenen Album Nocturnal. 2023 thematisierte RPWL die Geschichte auf dem Album Crime Scene im Lied Red Rose. Der italienische Künstler Andrea Cusumanu ließ sich bei mehreren Werken und Performances von Carl von Cosel inspirieren, zu sehen beispielsweise im Frühjahr 2024 in einer Ausstellung im Nitsch-Museum Mistelbach.

## Vorleben
Über Cosels Vorleben ist wenig bekannt. Geboren wurde er am 12. Januar 1877 in Dresden als Sohn des Hilfsbremsers und späteren Straßenbahnschaffners Karl Friedrich Tänzler und dessen Ehefrau Emilie Pauline geb. Schulz. 1919 heiratete er in Dresden Doris Schäfer (geboren am 7. September 1889 in Dresden), Tochter eines Trichinenschauers. Zu diesem Zeitpunkt war er von Beruf Ingenieur. Mit seiner Ehefrau hat er eine gemeinsame Tochter namens Aeyesha, geboren am 11. Mai 1922 in Dresden.
Er reiste in den folgenden Jahren mehrmals in die USA ein. Endgültig wanderte er im März 1926 über Kuba in die USA ein. Bei seiner Einreise gab er ebenfalls an, Ingenieur zu sein.